# Asellia
Asellia es un género de murciélagos microquirópteros de la familia Hipposideridae.

## Especies
Se reconocen las siguientes especies:
- Asellia patrizii
- Asellia tridens